# العلاقات الباربادوسية الكورية الشمالية
العلاقات الباربادوسية الكورية الشمالية هي العلاقات الثنائية التي تجمع بين باربادوس وكوريا الشمالية.

## مقارنة بين البلدين
هذه مقارنة عامة ومرجعية للدولتين:
| وجه المقارنة                                              | باربادوس       | كوريا الشمالية                        |
| --------------------------------------------------------- | -------------- | ------------------------------------- |
| المساحة (كم2)                                             | 439            | 120.54 ألف                            |
| عدد السكان (نسمة)                                         | 285.72 ألف     | 25.49 مليون                           |
| الكثافة السكانية (ن./كم²)                                 | 65.08 ألف      | 211.47                                |
| العاصمة                                                   | بريدج تاون     | بيونغيانغ                             |
| اللغة الرسمية                                             | لغة إنجليزية   | لغة كوريا الشمالية القياسية ‏          |
| العملة                                                    | دولار بربادوسي | وون كوري شمالي                        |
| الناتج المحلي الإجمالي (بليون دولار)                      | 4.80 مليار     |                                       |
| الناتج المحلي الإجمالي (تعادل القوة الشرائية) بليون دولار | 4.66 مليار     |                                       |
| الناتج المحلي الإجمالي الاسمي للفرد دولار أمريكي          | 15.43 ألف      |                                       |
| الناتج المحلي الإجمالي للفرد دولار أمريكي                 | 16.06 ألف      |                                       |
| مؤشر التنمية البشرية                                      | 0.795          |                                       |
| رمز المكالمات الدولي                                      | +1246          | +850                                  |
| رمز الإنترنت                                              | .bb            | .kp                                   |
| المنطقة الزمنية                                           | 00             | ت ع م+08:30، ت ع م+08:30، ت ع م+09:00 |

## منظمات دولية مشتركة
يشترك البلدان في عضوية مجموعة من المنظمات الدولية، منها:
| علم المنظمة | اسم المنظمة              | تاريخ انضمام باربادوس | تاريخ انضمام كوريا الشمالية |
| ----------- | ------------------------ | --------------------- | --------------------------- |
|             | يونسكو                   | 24 أكتوبر 1968        | 18 أكتوبر 1974              |
|             | الاتحاد البريدي العالمي  | ?                     | ?                           |
|             | الأمم المتحدة            | 9 ديسمبر 1966         | 17 سبتمبر 1991              |
|             | الاتحاد الدولي للاتصالات | 16 أغسطس 1967         | ?                           |

## وصلات خارجية
- موقع وزارة الخارجية الباربادوسية
- موقع وزارة الخارجية الكورية الشمالية